# Egged On
Egged On è un cortometraggio muto del 1926 prodotto e interpretato da Charles R. Bowers, diretto dallo stesso Bowers insieme a Harold L. Muller e Ted Sears.

## Trama
In seguito alla caduta accidentale di uova dal davanzale di una finestra sul giornale che stava leggendo, il protagonista intuisce di poter fare fortuna inventando una macchina che renda le uova infrangibili. Dopo un mese di lavoro, elaborato il progetto, deve trovare un finanziatore per costruire la macchina ma i suoi primi tentativi sono tutti senza successo. Dopo l'ennesimo rifiuto si imbatte nel segretario dell'associazione internazionale degli spedizionieri di uova, che si mostra entusiasta. Mentre gli spiega i dettagli vede accidentalmente passare la cugina, di cui è innamorato e che segue fino a quando riesce a mostrarle il progetto. Questo gli consente di avere a disposizione il granaio del padre della ragazza come laboratorio, nel quale costruirà la macchina
Quando dall'associazione gli viene fissata una dimostrazione, il protagonista ha difficoltà a mettere insieme un paniere di uova. Anche quando se le procura, poi involontariamente le rompe, fino a che riesce con l'inganno a sottrarle ad un fattore, assicurandole nel vano del motore di un'automobile. Il risultato sarà che le uova, messe a covare, si schiuderanno facendo nascere non pulcini ma piccole automobili.
Stupito, il protagonista sembra avere un colpo di fortuna quando trova un uovo covato da una gallina in una cassetta di dinamite. La dimostrazione dell'efficacia della macchina inventata, benché riuscita, a causa di questo uovo avrà nel finale effetti disastrosi per il granaio e le persone.